# KC and The Sunshine Band
KC and The Sunshine Band is een Amerikaanse discoband opgericht in 1973 door Harry Wayne Casey en Richard Finch.
Casey, die deeltijds werkzaam was bij het platenlabel TK, werd voorgesteld aan geluidstechnicus Finch. Dit was het begin van hun muzikale samenwerking. De twee waren de enige oorspronkelijke leden van de band. Pas iets later kwamen gitarist Jerome Smith en drummer Robert Johnson bij de band. Beiden werkten als sessiemuzikanten eveneens bij TK. De bandnaam is een combinatie van Casey ("KC") en de bijnaam van de Amerikaanse staat Florida.
De band is vooral bekend vanwege hun discohits That's the Way (I Like It) (1975) en Shake Your Booty (1976). Vanaf de jaren tachtig verloor het discogenre aanzienlijk aan populariteit waardoor de band nieuwe stijlen ging verkennen op andere platenlabels zoals Epic Records. Dit label weigerde om het nummer Give It Up (1982) als single uit te brengen, wat aanleiding gaf tot een tijdelijke split van de band in 1985. De heropleving van disco in de jaren negentig zette Casey ertoe aan zijn band her op te richten met de oorspronkelijke drummer en nieuwe leden. In deze bezetting werd in 1993 het album Oh Yeah! uitgebracht. In 2001 maakte de band een korte comeback met het album I'll Be There For You. Hoewel dit album geprezen werd door recensenten, bleef het verwachte succes uit. Op 6 juli 2013 werd de band geëerd met een ster op de 'Palm Springs Walk Of Stars' in Californië.

## Discografie

### Albums
| Album met eventuele hitnotering(en) in de Nederlandse Album Top 100 | Datum van verschijnen | Datum van binnenkomst | Hoogste positie | Aantal weken | Opmerkingen |
| ------------------------------------------------------------------- | --------------------- | --------------------- | --------------- | ------------ | ----------- |
| KC & the Sunshine Band                                              | 1975                  | 22-11-1975            | 5               | 5            |             |
| All in a Night's Work                                               | 1983                  | 26-03-1983            | 44              | 1            |             |

### Singles
| Single met eventuele hitnotering(en) in de Nederlandse Top 40 | Datum van verschijnen | Datum van binnenkomst | Hoogste positie | Aantal weken | Opmerkingen                                                                              |
| ------------------------------------------------------------- | --------------------- | --------------------- | --------------- | ------------ | ---------------------------------------------------------------------------------------- |
| Queen of Clubs                                                | 1974                  | 19-10-1974            | tip10           | -            |                                                                                          |
| Get Down Tonight                                              | 1975                  | 13-09-1975            | 5               | 8            | #5 in de Nationale Hitparade                                                             |
| That's the Way (I Like It)                                    | 1975                  | 01-11-1975            | 1(2wk)          | 12           | #1 in de Nationale Hitparade / Alarmschijf Hilversum 3                                   |
| Queen of Clubs                                                | 1975                  | 10-01-1976            | 7               | 7            | #9 in de Nationale Hitparade                                                             |
| (Shake Shake Shake) Shake Your Booty                          | 1976                  | 03-07-1976            | 11              | 6            | #6 in de Nationale Hitparade / Veronica Alarmschijf / TROS Paradeplaat Hilversum 3       |
| I Like to Do It                                               | 1976                  | 25-12-1976            | tip11           | -            |                                                                                          |
| I'm Your Boogie Man                                           | 1977                  | 02-04-1977            | 6               | 10           | #6 in de Nationale Hitparade                                                             |
| Keep It Comin' Love                                           | 1977                  | 06-08-1977            | 8               | 8            | #8 in de Nationale Hitparade                                                             |
| Do You Feel Alright                                           | 1978                  | 30-09-1978            | tip6            | -            |                                                                                          |
| I Will Love You Tomorrow                                      | 1979                  | 10-02-1979            | tip4            | -            |                                                                                          |
| Come to My Island                                             | 1979                  | 09-06-1979            | 12              | 8            | #11 in de Nationale Hitparade / #12 in de TROS Top 50                                    |
| Please Don't Go                                               | 1979                  | 24-11-1979            | 6               | 9            | #7 in de Nationale Hitparade / #6 in de TROS Top 50                                      |
| Let's Go Rock 'n Roll                                         | 1980                  | 01-03-1980            | 36              | 3            |                                                                                          |
| Give It Up                                                    | 1983                  | 05-03-1983            | 6               | 9            | #8 in de Nationale Hitparade / #7 in de TROS Top 50 / AVRO's Radio en TV-Tip Hilversum 3 |
| Something's Happening                                         | 1983                  | 01-10-1983            | tip4            | -            |                                                                                          |

| Single met hitnotering(en) in de Vlaamse Ultratop 50 | Datum van verschijnen | Datum van binnenkomst | Hoogste positie | Aantal weken | Opmerkingen |
| ---------------------------------------------------- | --------------------- | --------------------- | --------------- | ------------ | ----------- |
| Get Down Tonight                                     | 1975                  | 11-10-1975            | 13              | 5            |             |
| That's the Way (I Like It)                           | 1975                  | 08-11-1975            | 2               | 13           |             |
| Queen of Clubs                                       | 1975                  | 30-01-1976            | 6               | 8            |             |
| (Shake Shake Shake) Shake Your Booty                 | 1976                  | 24-07-1976            | 13              | 4            |             |
| I'm Your Boogie Man                                  | 1977                  | 30-04-1977            | 16              | 5            |             |
| Keep It Comin' Love                                  | 1977                  | 20-08-1977            | 10              | 7            |             |
| Please Don't Go                                      | 1979                  | 22-12-1979            | 9               | 8            |             |
| Give It Up                                           | 1983                  | 26-03-1983            | 2               | 12           |             |

### NPO Radio 2 Top 2000
| Nummers met noteringen in de NPO Radio 2 Top 2000 | '99  | '00  | '01  | '02  | '03  | '04  | '05  | '06  | '07 | '08  | '09 | '10  |
| ------------------------------------------------- | ---- | ---- | ---- | ---- | ---- | ---- | ---- | ---- | --- | ---- | --- | ---- |
| Get Down Tonight                                  | -    | 1601 | 1629 | -    | -    | -    | -    | -    | -   | -    | -   | -    |
| I'm Your Boogie Man                               | -    | 1441 | -    | -    | -    | -    | -    | -    | -   | -    | -   | -    |
| Please Don't Go                                   | 1411 | 863  | 1352 | 1852 | -    | 1824 | 1983 | 1892 | -   | 1991 | -   | -    |
| That's the Way                                    | 1223 | 1400 | 1360 | 2000 | 1940 | 1618 | 1911 | 1955 | -   | 1943 | -   | 2000 |

1. ↑  Een '-' betekent dat het nummer niet was genoteerd en een vetgedrukt getal geeft de hoogste notering van een nummer aan.
2. ↑  Deze tabel is bijgewerkt tot en met de laatste editie (2024).